# پورشه ماکان
پورشه  (به انگلیسی: Porsche Macan) (تلفظ مالایی: [mat͡ʃan]) خودروی کامپکت اس‌یووی می‌باشد، که در سال ۲۰۱۴ توسط خودروساز آلمانی پورشه تولید شده است. پورشه ماکان دومین خودرو در کلاس اس‌یووی است، که توسط پورشه عرضه گردید و از نظر اندازه ظاهری، اندکی از مدل پورشه کاین (نخستین اس‌یووی پورشه) کوچکتر می‌باشد. این خودرو بر پایه آئودی کیو۵ ساخته شده است.
پورشه با حجم موتور ۲ تا ۳/۶ لیتر به بازار عرضه شده است. شتاب صفر تا ۱۰۰ کیلومتر بر ساعت این خودرو برابر با ۶ ثانیه است.

## نگارخانه

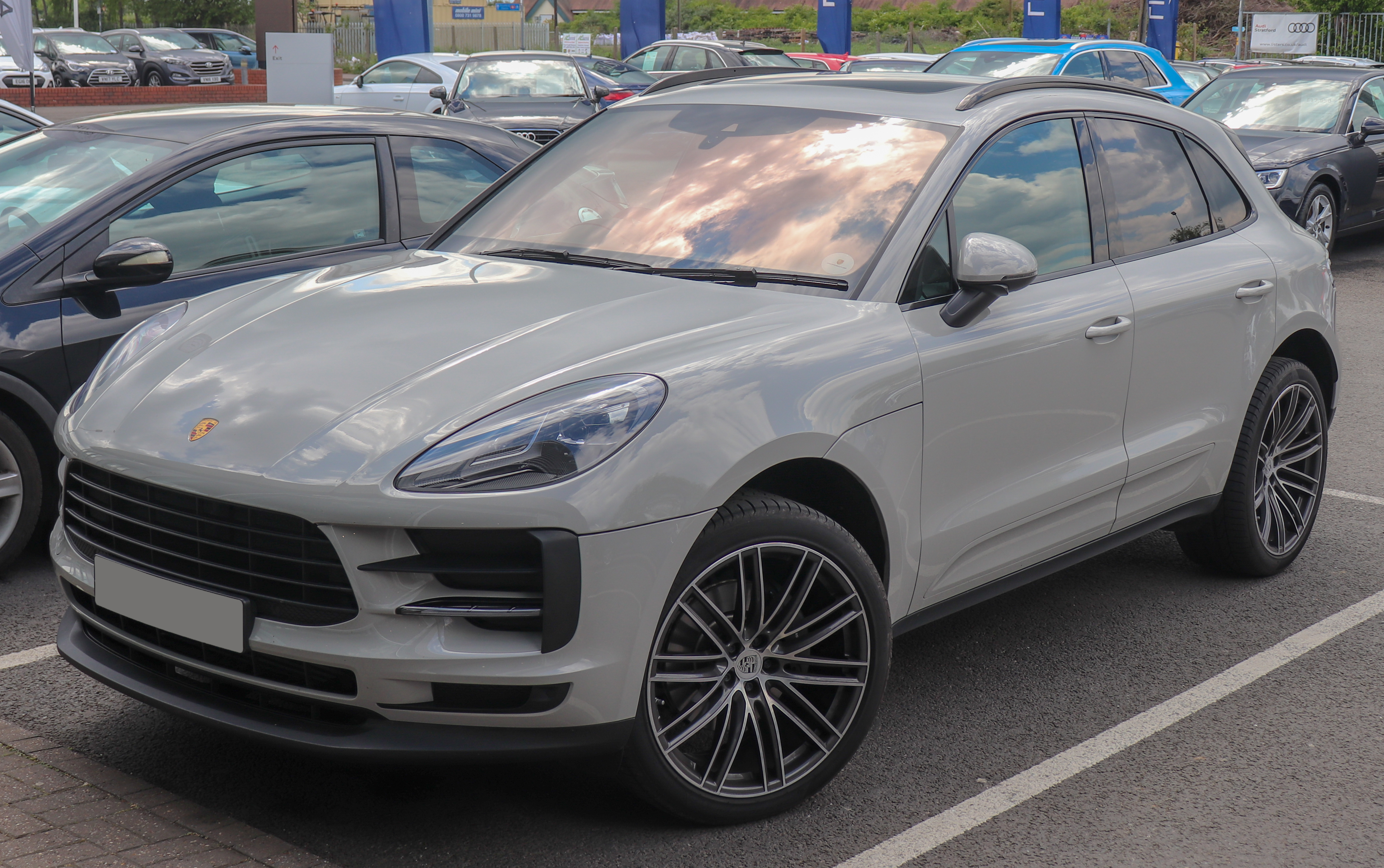
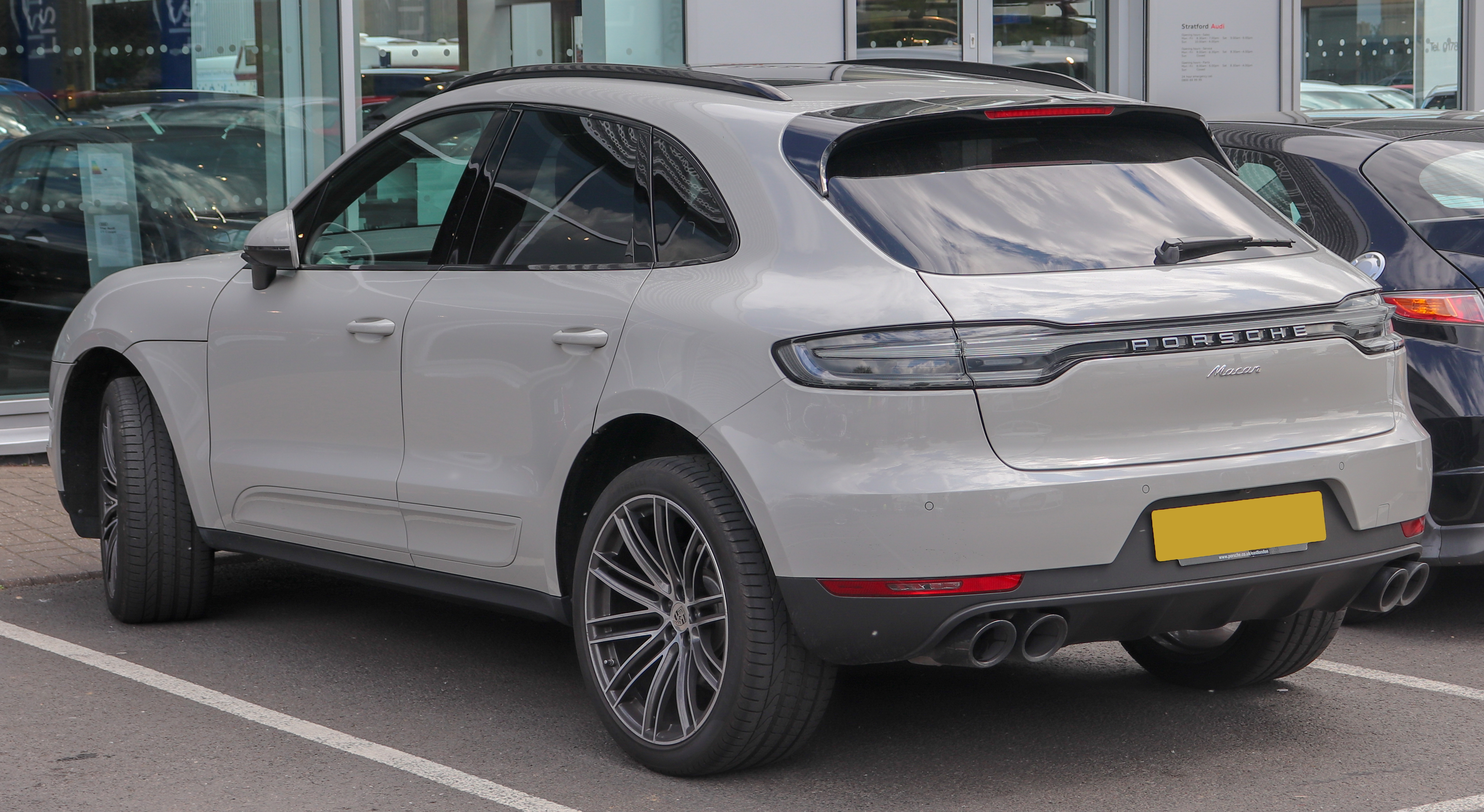